# Ley de 21 de julio de 1876

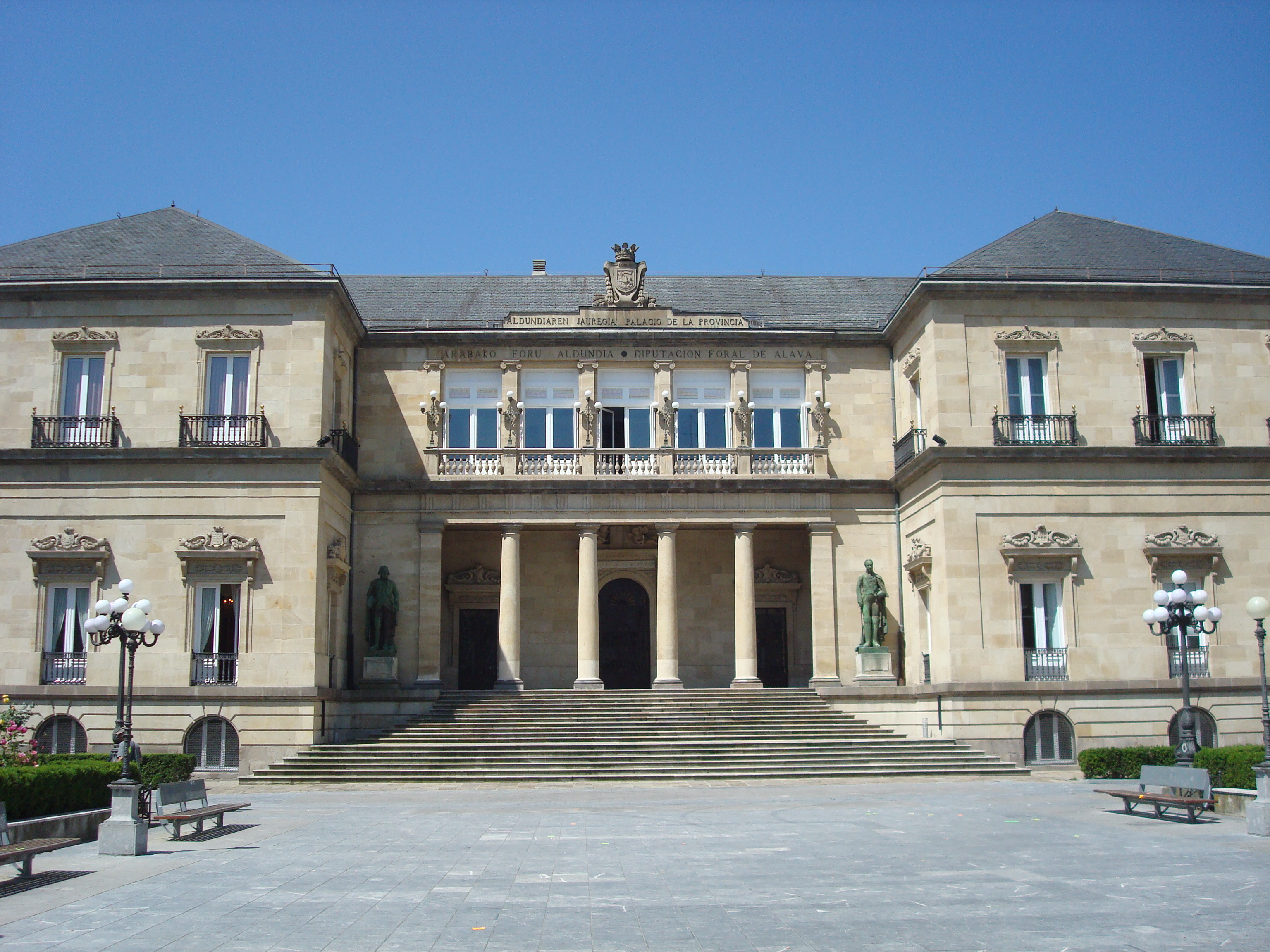
Fachada del Palacio de la Diputación de Álava. Como las otras dos diputaciones forales de Guipúzcoa y de Vizcaya fue suprimida en 1877 y convertida en una diputación provincial ordinaria al negarse a acatar la Ley de 21 de julio de 1876, aunque a partir 1878 fue la responsable de aplicar en su provincia el Concierto Económico.

La Ley de 21 de julio de 1876 (Gaceta de Madrid, 25 de julio de 1876), también conocida como Ley abolitoria de los fueros vascos, fue una ley española aprobada por las Cortes a propuesta del gobierno liberal-conservador de Antonio Cánovas del Castillo que se proponía reintegrar a las provincias vascas a la «legalidad común» de la monarquía constitucional recién restaurada, cuestión que estaba pendiente desde la Ley de Confirmación de Fueros de 1839. Las instituciones de Álava, Guipúzcoa y Vizcaya ―diputaciones forales y Juntas― la llamaron «ley abolitoria» del régimen foral vasco y se opusieron radicalmente a ella, poniendo además todo tipo de trabas a su aplicación. La respuesta del Gobierno de Cánovas fue suprimir las diputaciones forales y las Juntas, sustituyéndolas por diputaciones provinciales ordinarias. Sin embargo, Cánovas acordó en 1878 con sus representantes un sistema de «concierto económico» que concedió al País Vasco una gran autonomía fiscal, económica y administrativa, aunque no política.
Según el historiador del derecho Gregorio Monreal, «la Ley de 21 de julio de 1876 terminó con un ciclo multisecular de autogobierno vasco».

## Antecedentes
En la última etapa de la primera guerra carlista (1833-1840) los partidarios de don Carlos sumaron a su causa ―sintetizada en el lema «Dios, Patria, Rey»― la defensa de los fueros vascos y navarros sobre todo después de que el gobierno liberal progresista hubiera suprimido las Diputaciones forales por decreto de 19 de septiembre de 1837. Por su parte los liberales del Partido Moderado, opuesto al Partido Progresista, apoyaron la alternativa de Paz y Fueros de José Antonio Muñagorri que proponía quitarle a los carlistas la bandera de los fueros y poner fin así a la guerra.

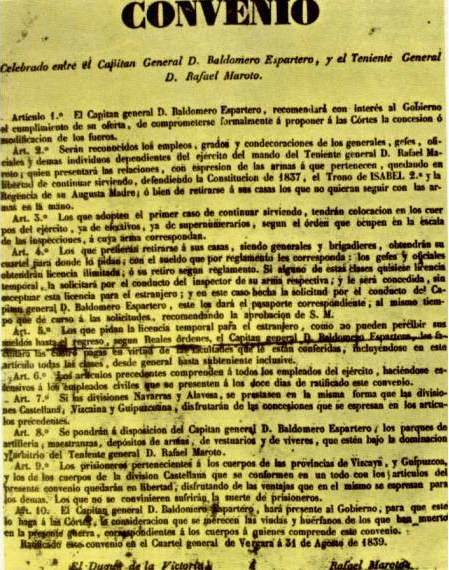
Pasquín con el texto del Convenio de Vergara.

La idea de Paz y Fueros estuvo detrás del llamado «abrazo de Vergara» que en agosto de 1839 se dieron el general Baldomero Espartero, jefe de las fuerzas «isabelinas», y el general carlista Rafael Maroto, y que puso fin a la guerra civil en el País Vasco. En el artículo 1º del Convenio de Vergara acordado por los dos generales, se decía que «el Capitán general D. Baldomero Espartero, recomendará con interés al Gobierno el cumplimiento de su oferta, de comprometerse formalmente á proponer a las Cortes la concesión o modificación de los fueros» vascos y navarros.
Dos meses después las Cortes aprobaban la llamada Ley de Confirmación de Fueros de 25 de octubre de 1839 (Gaceta de Madrid, 26 de octubre de 1839) que efectivamente reconocía los fueros vascos y navarros, pero añadiendo la acotación «sin perjuicio de la unidad jurisdiccional de la Monarquía», lo que dará lugar a una gran controversia. Como ha señalado Luis Castells la ley «se prestaba a equívocos» porque «admitía diversas lecturas». «Los partidarios del statu quo tanto en los medios vascos como gubernamentales pusieron el acento en la parte que hablaba de que se confirman los Fueros, mientras que sus oponentes replicaban que quedaba por desarrollar la parte del texto que hablaba de la modificación indispensable de los Fueros, conforme al principio de unidad constitucional». 
La Ley de Confirmación de Fueros constaba únicamente de dos artículos:

Artículo 1.° Se confirman los fueros de las provincias Vascongadas y de Navarra, sin perjuicio de la unidad constitucional de la monarquía.
Art. 2.° El Gobierno, tan pronto como la oportunidad lo permita, y oyendo antes á las provincias Vascongadas y á Navarra, propondrá á las Cortes la modificación indispensable que en los mencionados fueros reclame el interés de las mismas, conciliado con el general de la nación y de la Constitución de la monarquía, resolviendo entre tanto provisionalmente, y en la forma y sentido expresados, las dudas y dificultades que puedan ofrecerse, dando de ello cuenta á las Cortes.

En Navarra se llegó rápidamente a un acuerdo para la aplicación de la ley ―el llamado «arreglo foral»― entre la Diputación y el Gobierno central, que se convirtió en la ley de modificación de los Fueros de Navarra de 16 de agosto de 1841. «Esta mal llamada ley paccionada supuso la desaparición de casi todo su antiguo régimen foral y de las instituciones del Viejo Reino, convertido en provincia; pero, al mismo tiempo, permitió el surgimiento de una nueva foralidad, que se sustentaba en el reforzamiento de la Diputación provincial (luego rebautizada como foral) y el Convenio Económico con el Estado, muy beneficioso para Navarra. Dicha ley (vigente hasta la Ley de Amejoramiento del Fuero de 1982) le otorgó una gran estabilidad institucional, de modo que no cabe hablar de un problema navarro en el siglo XIX».

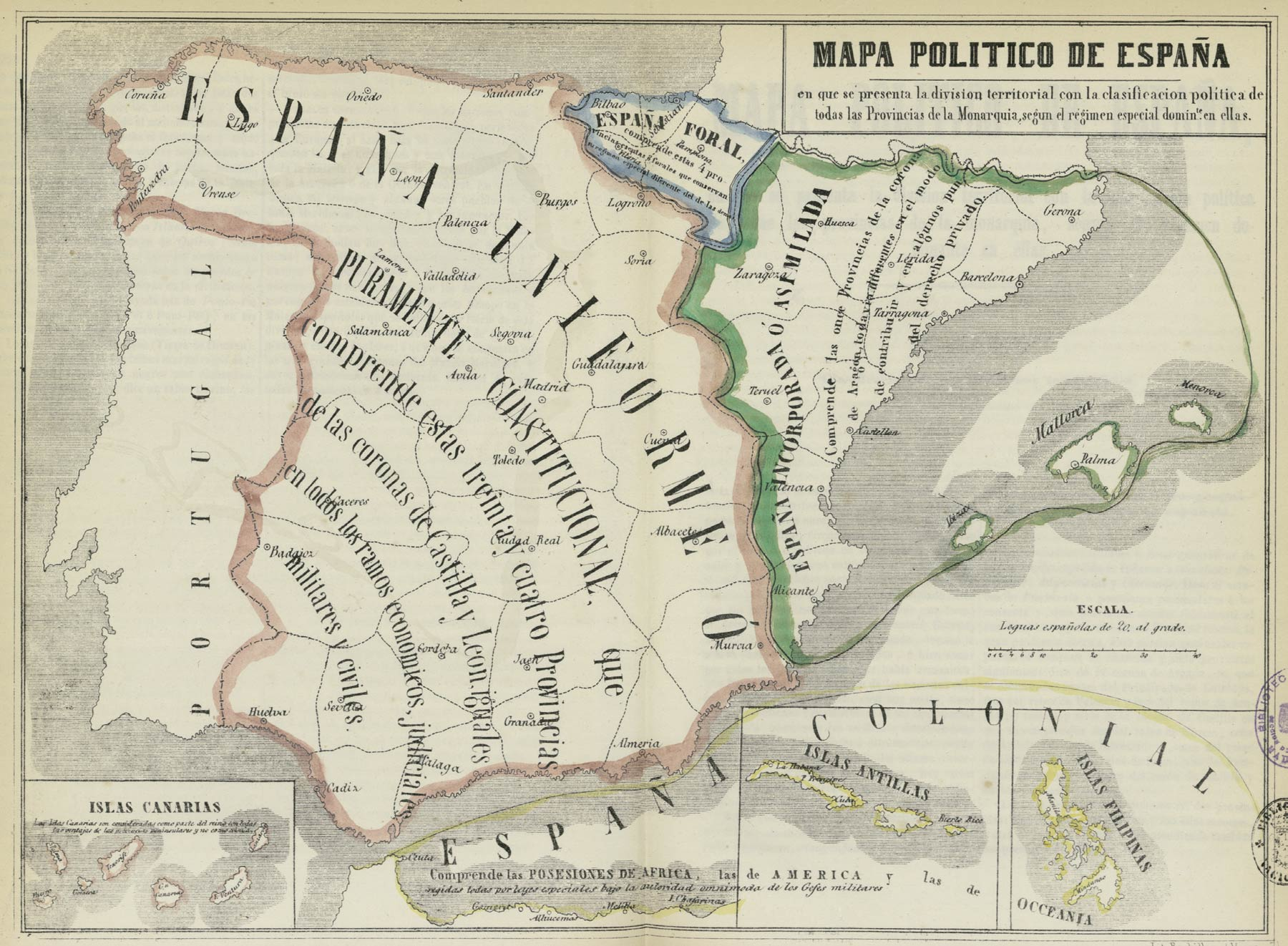
Mapa político de España en 1850, según Francisco Jorge Torres Villegas. Distingue entre la España uniforme o puramente constitucional (la antigua Corona de Castilla), la España incorporada o asimilada (la antigua Corona de Aragón), la España foral (Álava, Guipúzcoa, Vizcaya y Navarra, «cuatro provincias exentas o forales que conservan su régimen especial diferente de las demás») y la España colonial (Posesiones de África, Cuba, Puerto Rico y Filipinas).

En cambio en Álava, Guipúzcoa y Vizcaya no se llegó a alcanzar ningún acuerdo sobre el «arreglo foral», por lo que su situación legal fue bastante peculiar: las Juntas y Diputaciones forales siguieron existiendo ―incrementando sus competencias sobre los municipios―, así como la exención de quintas y de impuestos (en estos dos aspectos «las provincias forales fueron más exentas que nunca», ha advertido José Luis de la Granja). El liberal guipuzcoano Fermín Lasala y Collado escribió:

Pedir impuesto y quinta en forma constitucional era peligroso según creían [los gobiernos de Madrid]; pedir donativo y tercio en forma foral desdoro para el nuevo régimen.... El resultado iba siendo que inevitablemente los vascongados se desacostumbraban con gusto de todo servicio.

Un Real Decreto de 4 de julio de 1844 introdujo algunas modificaciones importantes (se puso fin a la justicia propia, las aduanas fueron trasladadas a la costa y a la frontera, se suprimió el «pase foral», etc.), pero, como ha indicado Luis Castells, «dejó subsistente una parte sustancial del entramado que venía caracterizando al régimen foral de las provincias vascas. Permanecieron sus instituciones propias (Juntas Generales, Diputaciones), con notables competencias, siguió sin contribuirse a la Hacienda Pública y sin enviar hombres al servicio de armas; es decir, el País Vasco mantuvo un alto grado de autonomía y un techo competencial muy elevado. [...] El régimen foral mantuvo durante ese tiempo [1844-1876] una extraordinaria vitalidad y, adaptándose a los tiempos que se preveían de crisis, se fortaleció para disfrutar sus instituciones de una importante y amplia capacidad de decisión».
A los liberales moderados vascos partidarios de mantener la situación a medio camino entre el régimen foral y la Constitución se les llamó «fueristas» ―su divisa era precisamente «Fueros y Constitución»―. Ellos fueron los que  llevaron a cabo la táctica dilatoria para impedir que se aprobara una ley similar a la de Navarra de 1841, postergando así indefinidamente el «arreglo foral» y «esgrimiendo el argumento carlista como chantaje (el peligro de una nueva guerra carlista)».

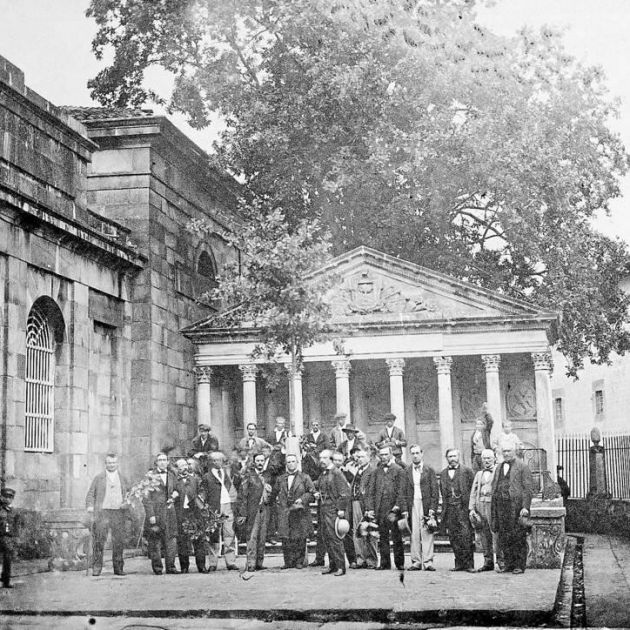
Casa de Juntas de Guernica junto al Árbol de Guernica, con los miembros de las Juntas Generales de Vizcaya en 1866.

También fueron los fueristas los que acentuaron el particularismo vasco inventando la «tradición vasca»,  a la que dotaron de los símbolos y mitos que después pasarían al nacionalismo vasco, como el himno Gernikako Arbola, creado en 1853, o el mito de Aitor, patriarca del linaje vasco, una creación del vascofrancés Joseph Augustin Chaho (1843). Al mismo tiempo se desarrolló un fuerismo literario con obras «que recreaban un pasado vasco mítico y heroico» ―y cuyo objetivo era, como se dijo entonces, «inflamar la imaginación de los pueblos»―, entre las que destacaron Tradiciones vasco-cántabras (1866) de Juan Venancio Araquistáin y Amaya o los vascos en el siglo VIII (1877; 1879) de Francisco Navarro Villoslada ―esta última, una «novela histórica que se ha de convertir en uno de los textos de mayor eficacia en la formación de la conciencia nacionalista»―.

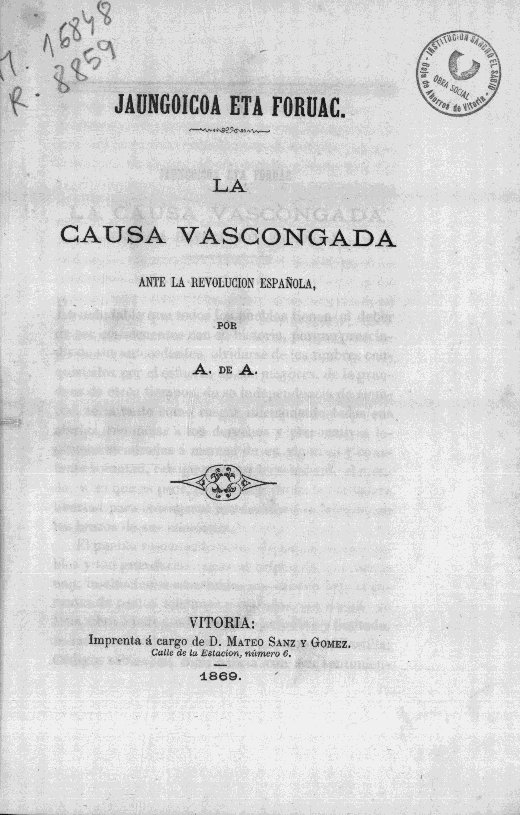
Portada de Jaungoicoa eta foruac ['Dios y fueros']: la causa vascongada ante la revolución española (1869), un panfleto del fuerista integrista Arístides de Artiñano en el que hizo un llamamiento a los vascos para se sumaran a la causa carlista, única forma de defender los fueros y la religión católica ante la amenaza de la «revolución».

Por otro lado, marcó un hito en la formación de una «conciencia prenacional» vasca que en un debate parlamentario en el Senado en 1864 el fuerista Pedro de Egaña utilizara el término «nacionalidad» para referirse a la «organización especial» de las Vascongadas, aunque sin poner en duda a la «nación española», «un claro ejemplo de la existencia de un doble patriotismo, a la vez vasco y español» entre los fueristas, ha apuntado José Luis de la Granja.
Durante el Sexenio Democrático (1868-1874) surgió una corriente neocatólica del fuerismo, con el lema «Dios y fueros» (Jaungoikoa eta Foruac) por oposición al de «Fueros y Constitución» de los fueristas liberales. En 1869 el fuerista integrista Arístides de Artiñano hizo un llamamiento para que el «pueblo vascongado» se sublevara en favor del pretendiente Carlos VII, como la única forma de hacer frente a la «Revolución» que, según él, pretendía arrebatarle sus fueros y su religión, al introducir la libertad de cultos. «La religión se halla inoculada en el corazón de todo vascongado, está íntimamente ligada con sus tradiciones, con sus usos y costumbres, con su historia, ha sido, es y será la primera y más esencial de sus libertades, el símbolo de sus glorias, su esperanza y su consuelo en la otra vida», escribió en el opúsculo Jaungoicoa eta foruac ['Dios y fueros']: la causa vascongada ante la revolución española  Efectivamente, los fueristas neocatólicos se integraron en el carlismo, que en 1872 desencadenará la que será conocida como la «tercera guerra carlista».
Restaurada la monarquía borbónica, el nuevo rey Alfonso XII hizo un llamamiento a los carlistas para que depusieran las armas a cambio del mantenimiento de los fueros, pero no obtuvo respuesta. En la llamada «proclama de Peralta» de 22 de enero de 1875 dijo:

Todo, pues, me persuade a un tiempo en que no está lejano el día en que soltéis de las manos las armas que hoy esgrimiríais ya contra el derecho monárquico que jurásteis, contra la Iglesia misma representada por su Príncipe y Prelados y contra la Patria. Soltadlas y volveréis inmediatamente a disfrutar las ventajas todas que durante treinta años gozásteis bajo el cetro de mi Madre... Antes de desplegar en las batallas mi bandera, quiero presentarme a vosotros con un ramo de olivo en las manos. No desoigáis esta voz amiga que es la de vuestro legítimo Rey.

## La ley

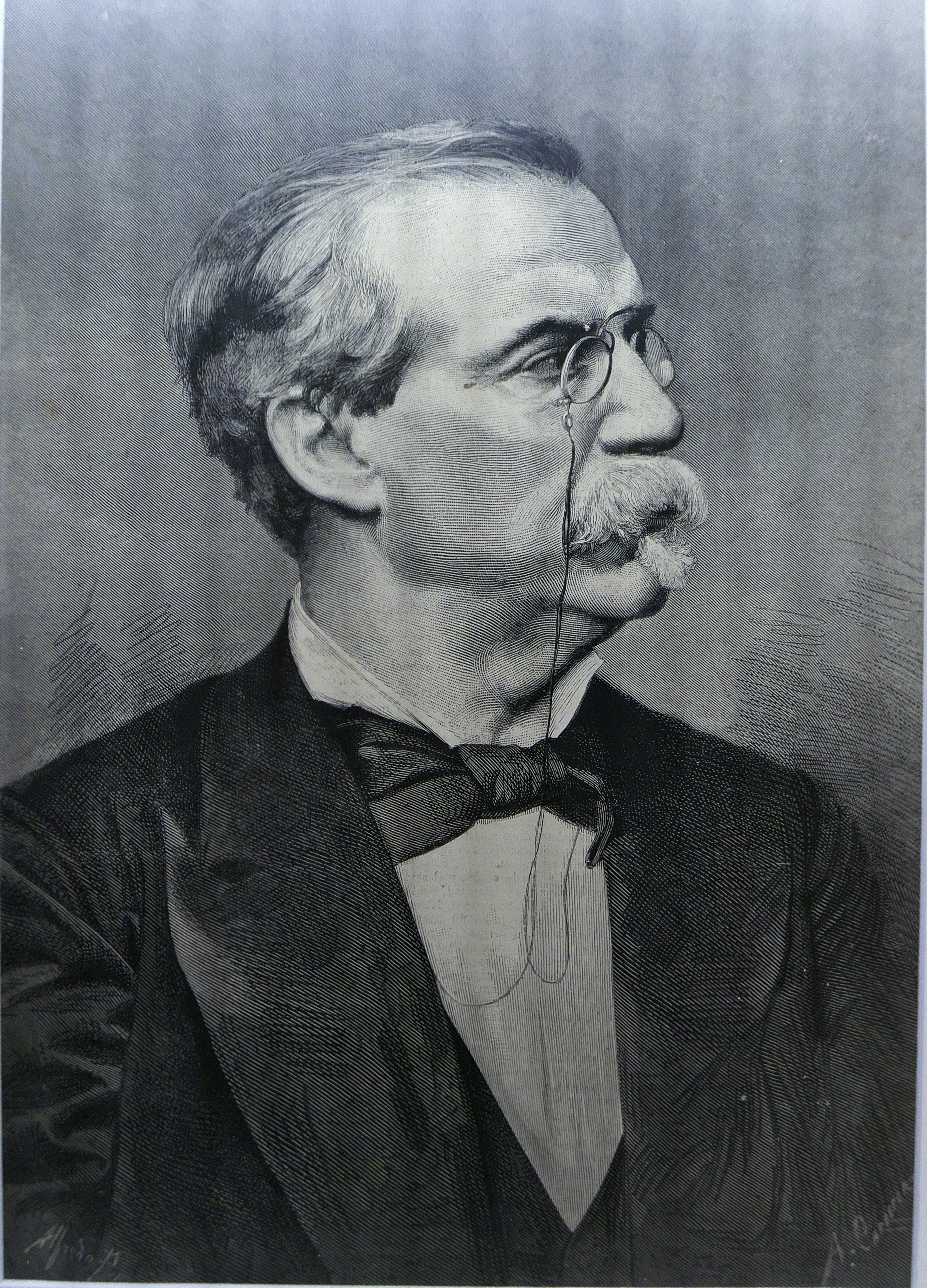
Antonio Cánovas del Castillo en 1884.

Tras la derrota de los carlistas en febrero de 1876, que habían hecho de la defensa de los fueros uno de sus señas de identidad, Antonio Cánovas del Castillo, presidente del Gobierno y artífice del régimen político de la Restauración, se planteó resolver por fin el problema de la reintegración de las provincias vascas a la «legalidad común» de la monarquía constitucional, decisión que reflejaba el sentir generalizado de la opinión pública de que había que terminar con la situación de «privilegio» de las «Provincias Vascongadas». Con ese fin Cánovas convocó en abril de 1876 a los comisionados de Álava, Guipúzcoa y Vizcaya «para oírles sobre el inmediato cumplimiento del artículo 2 de la ley de 25 de octubre», pero no se llegó a ningún acuerdo, por lo que promovió la aprobación por las Cortes de la Ley de 21 de julio de 1876 que las autoridades vascas llamaron ley «abolitoria» del régimen foral y que se resistieron a aplicar.
La ley no suprimía el régimen foral —las Juntas y las Diputaciones se mantenían— sino que «se limitaba a suprimir las dos exenciones de que habían gozado hasta entonces Álava, Guipúzcoa y Vizcaya por ser incompatibles con dicho principio [de unidad constitucional]», aunque «las Cortes concedían plenos poderes al Gobierno de Cánovas para la ejecución de dicha ley». Ahora bien, como ha puntualizado Juan José Solozábal, la ley abolía «lo que todavía quedaba de más significativo de la organización vasca: la contribución impositiva y su exención de quintas». El artículo 1º de la Ley se refería precisamente al régimen fiscal y al sistema de quintas:

Los deberes que la Constitución política ha impuesto siempre a todos los españoles de acudir al servicio de las armas cuando la ley los llama, y de contribuir, en proporción a sus haberes, a los gastos del Estado, se extenderá, como los derechos constitucionales se extienden, a los habitantes de las provincias de Vizcaya, Guipúzcoa y Álava, del mismo modo que a todos los demás de la nación.

En el debate del proyecto de ley, que tuvo lugar del 12 al 19 de julio, los diputados vascos, todos ellos liberal-conservadores, hicieron una encendida defensa de los fueros y se posicionaron absolutamente en contra. No solo porque el proyecto de ley «abolía» el régimen foral vasco (y suponía una violación flagrante de la Ley de Confirmación de Fueros de 1839, lo que ya había sido denunciado por las tres Diputaciones en la Exposición dirigida a las Cortes de la nación de 16 de junio de 1876, ya que en el proyecto de ley «no se modifican los fueros, sino que se destruyen radicalmente» ), sino también porque lo consideraban como un «castigo» al apoyo dado al carlismo por las «Provincias Vascongadas», a pesar de que no toda la población se había sumado a la causa de don Carlos («A los liberales de aquellas provincias [Vascongadas] se les priva de sus derechos, y a los carlistas de más acá del Ebro se les indulta», dijo el diputado Javier Barcaiztegui). Uno de los diputados suplicó a la Cámara: «No nos arrebatéis nuestras libertades vascongadas, nuestro modo de ser, con el cual estamos connaturalizados, y dentro del cual podemos ser españoles, como hemos sido siempre».
Como ha señalado Luis Castells, tras la aprobación de la ley «la conmoción fue terrible en el País Vasco, donde se extendió la opinión de que con esa ley quedaba suprimido el régimen foral», aunque en la misma no se eliminaban ni las Juntas Generales ni las Diputaciones forales. De hecho fueron estas instituciones las que encabezaron el movimiento de resistencia a la aplicación de la ley «supresora de los fueros, buenos usos y costumbres del País Vascongado», como declararon conjuntamente las tres diputaciones. Por su parte las Juntas Generales respectivas también consideraron que la ley era «derogatoria de sus Fueros, instituciones y libertades». En realidad, según Castells, «la voluntad de Cánovas no era suprimir el régimen foral en su totalidad; quería, sí, aplicar la unidad constitucional en el sentido ya comentado (fiscalidad, servicio de armas), reforzar la unidad política, pero dejando subsistente el régimen administrativo. Como manifestó en diversas ocasiones, su idea era implantar en las provincias vascas el modelo navarro que surgió en 1841, suprimiendo lo que entendía que eran privilegios desfasados...». De hecho Cánovas había elogiado los fueros vascos años antes en el prólogo que escribió para el libro Los vascongados de Miguel Rodríguez Ferrer.
Por su parte Juan José Solozábal ha señalado que «la frustración y el sentimiento de incomprensión por parte del resto de España se generalizó en el pueblo vasco. Por primera vez tuvo lugar la unanimidad en la defensa foral, más allá de las disidencias políticas; y en definitiva quedaron sentadas unas bases de descontento, incapacidad y atonía que muy pronto serían capitalizadas, por fuerzas antiliberales y antiespañolas». Así lo constató en 1902 el fuerista euskaro Arturo Campión:

Los falsos hombres de Estado que abolieron las libertades forales, no solamente hirieron a Euskaria, sino que crearon un nuevo peligro para la nación... Ellos y no otros son los causantes, los fautores de la tendencia separatista en un país cuya portada de españolismo es la heroica ciudad de Fuenterrabía. [...] Sólo conozco un modo racional, justo y eficaz de cortar las raíces del separatismo: restablecer la antigua, la castiza, la tradicional, la venerable hermandad de los fueros y la monarquía española.

## La supresión de las Juntas y de las Diputaciones forales y el «concierto económico»

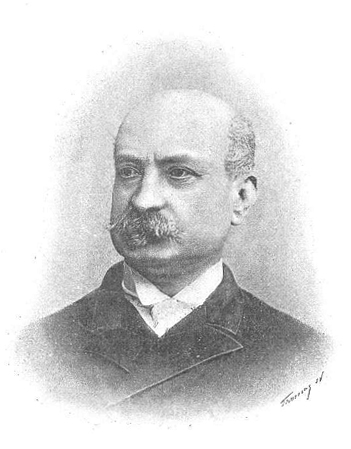
Fidel Sagarmínaga, Diputado General de Vizcaya, fue uno de los máximos representantes de la posición intransigente. Rechazó la ley de julio de 1876 y se negó a negociar con el gobierno, como ya habían empezado a hacer las diputaciones forales de Álava y de Guipúzcoa. Por esta razón la Diputación foral de Vizcaya fue suprimida en mayo de 1877, siendo sustituida por una Diputación Provincial ordinaria. Lo mismo les acabará ocurriendo seis meses después a las de Álava y de Guipúzcoa porque siguieron sin reconocer la ley abolitoria de julio de 1876. Sagarmínaga presidirá la Sociedad Euskalerria de Bilbao que seguirá reivindicando el régimen foral con el lema «Dios y Fueros».

El gobierno exigió el cumplimiento de la ley, es decir, que se empezara a contribuir con dinero y con hombres, pero las instituciones forales manifestaron públicamente que no iban a «cooperar directa ni indirectamente a la ejecución de dicha ley» porque suponía «la pérdida de nuestras libertades sin las que no es posible concebir la existencia del País». Se inició entonces un constante forcejeo entre el gobierno y las autoridades forales que duraría dos años (por ejemplo, a principios de 1877 las diputaciones forales y los ayuntamientos vascos pusieron todas las trabas posibles para impedir el alistamiento de jóvenes para el servicio militar y por esas mismas fechas el gobierno llegó a prohibir la publicación de artículos en la prensa vasca contrarios a la ley).
Durante ese tiempo las posturas transigentes de los vascos dispuestos a negociar con el gobierno, para encontrar el «el modo de conciliar los derechos de la provincia con los intereses generales de la nación», fueron ganando peso en Guipúzcoa y en Álava, mientras que en Vizcaya, con su Diputado General Fidel Sagarmínaga al frente, continuaban predominando los intransigentes opuestos a cualquier «arreglo foral». La respuesta del gobierno fue sustituir en mayo de 1877 la Diputación foral de Vizcaya por una Diputación provincial como las existentes en el resto de España. Por su parte las Diputaciones de Guipúzcoa y Álava se mostraron dispuestas a negociar pero como continuaron insistiendo en no reconocer la ley de 1876 el gobierno también las disolvió seis meses después, sustituyéndolas asimismo por diputaciones provinciales ordinarias. «Ahora sí que podía hablarse de la abolición foral, aunque su legado continuará presente en el País Vasco», ha comentado Luis Castells.
Cánovas negoció entonces con los representantes de las tres diputaciones provinciales, dominadas ahora por los transigentes, llegando a un acuerdo que quedó plasmado en el real decreto de 28 de febrero de 1878 que estableció la entrada de las tres provincias vascongadas en el «concierto económico de la nación». Según el decreto las diputaciones recaudarían los impuestos y entregarían una parte de ellos ―el «cupo»― al Estado ―esta misma solución se había aplicado en Navarra un año antes, mediante un procedimiento diferente―.
Feliciano Montero ha señalado que «la fórmula del concierto económico era, por tanto, una solución transaccional acorde con el conjunto de la operación política canovista. De hecho, los citados conciertos parece que no fueron excesivamente contestados de momento por la población y las autoridades provinciales, aunque el agravio al sentimiento foralista permanecería potencialmente como fuente del futuro movimiento nacionalista». Según José Luis de la Granja, «el Concierto, semejante al Convenio navarro, fue bien acogido por la burguesía vasca, en especial por la vizcaína que empezaba entonces el proceso de revolución industrial, pues era muy ventajoso para sus negocios al sustentarse en la tributación indirecta y apenas gravarle con impuestos directos». Por su parte Luis Castells ha indicado que el «concierto económico» implicó «que persistiera la especificidad administrativa de las provincias vascas, si bien asentada sobre otra base». «Fue casi unánime el criterio de los beneficios que generó al País Vasco, empezando porque ya desde este primer momento "están aquellas provincias muchísimo menos recargadas de impuestos que las demás", tal como reconocía el propio Cánovas», añade Castells. De hecho en las elecciones generales de España de 1879 vencieron los transigentes y «desde entonces las provincias vascas se integraron en la Monarquía de la Restauración, ya sin los Fueros pero con los Conciertos, que suponían una importante autonomía económica y administrativa, pero no una autonomía política».
Sin embargo, los fueristas intransigentes no se conformaron con el concierto económico y demandaron la reintegración foral. Se organizaron en dos grupos políticos: la Asociación Euskara de Navarra, promovida por Juan Iturralde y Arturo Campión, que propugnó la formación de un bloque fuerista vasco-navarro que superara la división entre carlistas y liberales bajo el lema «Dios y Fueros» y que también defendió la «fraternidad euskeriana» de todos los territorios vascos a ambos lados de la frontera con el lema Zazpiyak-Bat («Siete en una»); y la Sociedad Euskalerria de Bilbao, presidida por Sagarmínaga y que también adoptó como lema «Dios y fueros» —y asimismo abogó por la formación de un bloque vasco-navarro—. «No nos incumbe pues, intervenir en la política española mientras no renunciemos a ser pueblo aparte dentro de España... Tiempo es ya de convenir que no cabe entre nosotros más política, que la política propiamente vascongada, si hemos de tener fueros...», escribió Sagarmínaga. Un sector de los euskalerriacos encabezado por Ramón de la Sota se integraría en 1898 en el Partido Nacionalista Vasco, fundado tres años antes por Sabino Arana. Sin embargo, Arana no procedía del fuerismo mencionado anteriormente, sino del carlismo y del integrismo.

## Valoración
Sobre la nueva etapa abierta por la Ley de 21 de julio de 1876 el historiador Luis Castells ha indicado lo siguiente:

La ley de julio [de 1876] venía a tocar puntos sensibles de la mentalidad colectiva, de un imaginario que había hecho del Fuero un tótem protector, garante de una sociedad imaginada en términos idílicos. En esa coyunta la intelligentsia vasca recurrió a la fuerza del mito... y convocó reacciones melancólicas de añoranza de un pasado mitificado. [...] Se reforzaba con todo ello una construcción discursiva de enorme eficacia social en la que no se escatimaba la hipérbole (el Fuero como garante de la libertad, el progreso y la felicidad), ni la apelación a lo religioso (el Fuero compresión de los sagrados derechos), ni al dramatismo ante la nueva situación legal. Bajo esta perspectiva, la ley de julio fue experimentada en la sociedad vasca como una abolición de su régimen peculiar y una injusticia que había de ser reparada, a la par que generaba sentimientos de agravio e impulsaba los lazos de afinidad e identidad en la población. Fue, en este sentido, otro eslabón más en el proceso de creación de una identidad vasca, entendida todavía sin un sentido excluyente.